# Toivo Loukola
Toivo Aarne Loukola (ur. 2 października 1902 w Kortesjärvi, zm. 10 stycznia 1984 w Helsinkach) – fiński lekkoatleta, biegacz długodystansowy, mistrz olimpijski.
9 lipca 1928 w Helsinkach, na miesiąc przed igrzyskami olimpijskimi w 1928 w Amsterdamie ustanowił nieoficjalny rekord świata w biegu na 3000 metrów z przeszkodami czasem 9:25,2. Na Igrzyskach był jednym z faworytów biegu na tym dystansie obok kolegów z reprezentacji Paavo Nurmiego i Ville Ritoli. Ritola, wyczerpany po zwycięskim biegu na 5000 metrów rozegranym poprzedniego dnia, nie ukończył biegu finałowego. Loukola oderwał się od Nurmiego po przebiegnięciu 2000 metrów i zwyciężył nad nim z przewagą niemal 10 sekund ustanawiając rekord świata wynikiem 9:21,8. Na tych samych igrzyskach Loukola startował w biegu na 10 000 metrów, w którym zajął 7. miejsce.

## Rekordy życiowe
- bieg na 1500 metrów – 3:58,2
- bieg na 5000 metrów – 14:48,1 (1930)
- bieg na 10 000 metrów – 31:12,9 (1929)
- bieg na 3000 metrów z przeszkodami – 9:21,8 (1928)